# Institut Momentum
Pour les articles homonymes, voir Momentum.
L'Institut Momentum est un laboratoire d’idées et de prospective français créé en 2011 sous la forme juridique d'une association à l'initiative d'Agnès Sinaï. Il est consacré aux problématiques relatives à l'Anthropocène, aux politiques de décroissance, et aux risques d'effondrement et à la collapsologie.

## Histoire
L'Institut est fondé en mars 2011 par Agnès Sinaï, journaliste environnementale et enseignante à Sciences Po Paris. Elle est notamment directrice des ouvrages Penser la décroissance: politiques de l'anthropocène, Economie de l'après croissance (2015) et Gouverner la décroissance (2017) codirigé par Mathilde Szuba, soit les trois tomes des Politiques de l'anthropocène publiés par les Presses de Sciences Po. Ces ouvrages résultent des séminaires organisés par l'Institut Momentum depuis ses débuts[source secondaire nécessaire].
L'Institut réunit des chercheurs, des journalistes, des ingénieurs et des acteurs associatifs autour d'un noyau dur de cofondateurs tels qu'Yves Cochet (ancien ministre de l'environnement) et Philippe Bihouix.

## Organisation
L'Institut se constitue comme association loi de 1901 avec un conseil d'administration de 10 personnes et un bureau de 4 personnes.
L'Institut Momentum été présidé d'abord par Agnès Sinaï puis, de 2014 à 2021, et à nouveau depuis avril 2022, par Yves Cochet, ancien ministre de l'environnement. L'Institut Momentum est dirigé par Agnès Sinaï depuis août 2022, après avoir eu comme premier directeur le chercheur en philosophie Loïs Mallet (de septembre 2021 à avril 2022).

## Thèmes de travail
L'Institut se consacre aux problématiques relatives à l'anthropocène, aux politiques de décroissance et à la collapsologie, et en particulier au thème de l'effondrement de la civilisation thermo-industrielle et à ses antidotes. Cet « effondrement » est défini par Yves Cochet comme : « le processus à l'issue duquel les besoins de base (eau, alimentation, logement, habillement, énergie, etc.) ne sont plus fournis (à un coût raisonnable) à une majorité de la population par des services encadrés par la loi. »
Comme l’indique son Manifeste rédigé en 2011 peu de temps après la catastrophe nucléaire de Fukushima au Japon, l’institut Momentum cherche à construire et accompagner une compréhension scientifique et systémique mais aussi une représentation collective de l’« événement anthropocène ». Il se situe ainsi clairement dans la diversité des mouvements de la transition, sa spécificité consistant à explorer les conséquences concrètes de l’Anthropocène dans ses dimensions économique, technologique, agricole, énergétique et psychologique.
Aux côtés d’autres structures françaises, plus établies ou institutionnelles, il a contribué depuis 2011, avec des moyens modestes, à créer une communauté de dialogue et de pensée autour des perspectives les plus catastrophiques de la trajectoire actuelle, en France, de nos sociétés thermo-industrielles. Ce focus a permis la constitution d’un corpus transdisciplinaire qui peut aujourd’hui être mobilisé au service d'autres acteurs de la transition[source secondaire souhaitée].
Avec une approche de type « catastrophisme éclairé », le think-tank cherche à explorer et préciser les champs de la collapsologie, qui ont été récemment portés à l'attention du grand public francophone par Pablo Servigne (agronome, chercheur indépendant) et Raphaël Stevens (chercheur en résilience des systèmes socio-écologiques) dans leur essai Comment tout peut s'effondrer. Petit manuel de collapsologie à l’usage des générations présentes (2015).

L'Institut porte et intègre la collapsologie, définie par Servigne comme : 

« un exercice transdisciplinaire faisant intervenir l’écologie, l’économie, l’anthropologie, la sociologie, la psychologie, la biophysique, la biogéographie, l’agriculture, la démographie, la politique, la géopolitique, l’archéologie, l’histoire, la futurologie, la santé, le droit et l’art. »

 La collapsologie introduite par Pablo Servigne et Raphaël Stevens en 2015 est une notion qui entre donc dans le champ des travaux de l'Institut.
Les membres de l'Institut estiment que des seuils d'irréversibilité sont atteints en matière d'empreinte écologique et de surexploitation des ressources, et que l'humanité entière va en conséquence devoir faire face à une crise systémique. Cette polycrise sera majeure et inédite dans l'histoire de l'humanité, par son ampleur et sa durée, elle ne sera pas une crise passagère et ne permettra pas un retour à l'état antérieur. Cette crise implique selon l'Institut des mesures socio-économiques radicales et jamais tolérées auparavant, pouvant aboutir à un autre monde, mais devant faire abandonner l'espoir d’un retour à la normale une fois celle-ci passée, si l'humanité ne se fait pas disparaître elle-même avec de nombreuses autres espèces (dans une « planète étuve » par exemple).

## Pistes de recherche

### Biorégionalisme de l'Institut Momentum
L'institut Momentum réfléchit à une organisation politique qui serait à la fois résiliente, démocratique et conviviale dans un monde qui ferait face à des grandes catastrophes. Ces travaux ont abouti à un scénario décrivant la situation de l'Île-de-France en 2050, organisée en biorégions, rédigé par Benoît Thévard, Agnès Sinaï et Yves Cochet,[source insuffisante]. Commandé par le Forum Vie Mobile, ce rapport est adapté afin de paraître dans un ouvrage aux éditions Wildproject (Marseille) en septembre 2020[source insuffisante]. Il a été discuté dans divers médias selon avec des approches différentes : certains présentent avec intérêt le scénario tandis que d'autres le critiquent,,,,.

## Séminaires de personnalités
Cette section ne s'appuie pas, ou pas assez, sur des sources secondaires ou tertiaires indépendantes du sujet.

Pour l'améliorer, ajoutez-en, ou placez des modèles {{Source secondaire souhaitée}} ou {{Source secondaire nécessaire}} sur les passages mal sourcés. (février 2024)
Liste (non exhaustive) de personnalités ayant tenu au moins un séminaire à l'Institut Momentum :
- Pablo Servigne
- Ugo Bardi
- Dennis Meadows
- Alain Gras
- Philippe Bihouix
- Yves Cochet
- Agnès Sinaï
- Jacques Grinevald
- Christophe Bonneuil
- Émilie Hache
- Geneviève Azam
- François Roddier
- Olivier Rey
- Thierry Paquot
- Corine Pelluchon
- Célia Blauel
- Pierre-Henri Castel
- Cécile Renouard